# Акисима
Акисима (яп. 昭島市 Акисима-си) — город в Японии, находящийся в префектуре Токио. Площадь города составляет 17,33 км², население — 114 053 человека (1 октября 2020), плотность населения — 6581,25 чел./км².

## Географическое положение
Город расположен на острове Хонсю в префектуре Токио региона Канто. С ним граничат города Татикава, Фусса, Хатиодзи, Хино.

## Население
Население города составляет 114 053 человека (1 октября 2020), а плотность — 6581,25 чел./км². Изменение численности населения с 1980 по 2005 годы:
| 1980 | 89 344 чел.  |  |
| 1985 | 97 543 чел.  |  |
| 1990 | 105 372 чел. |  |
| 1995 | 107 292 чел. |  |
| 2000 | 106 532 чел. |  |
| 2005 | 110 143 чел. |  |

## Символика
Деревом города считается османтус, цветком — рододендрон.

## Транспорт
- Кокудо 16